# Аркадия (Секретные материалы)
«Аркадия» (англ. Arcadia) — 15-й эпизод 6-го сезона сериала «Секретные материалы», главные герои которого — Фокс Малдер (Дэвид Духовны) и Дана Скалли (Джиллиан Андерсон), агенты ФБР, расследующие сложно поддающиеся научному объяснению преступления, называемые «Секретными материалами». В данном эпизоде Малдер и Скалли, выдавая себя за мужа и жену, расследуют исчезновение семейной пары из идиллической запланированной общины. В ходе расследований агенты выясняют, что имеют дело с тульпой — мифологическим существом, уничтожающим людей за нарушения правил общины, прописанных в огромном по объёму кодексе. Эпизод принадлежат к типу «монстр недели» и никак не связан с основной «мифологией сериала», заданной в первой серии.
Премьера состоялась 7 марта 1999 года на телеканале FOX. Количество зрителей, видевших премьерный показ в США, превысило 17 миллионов человек. От критиков эпизод получил смешанные отзывы, но обрёл большую популярность среди поклонников сериала.

## Сюжет
Житель идиллической запланированной общины Аркадия Фоллс, Дэвид Клайн, раздражённый гигантским количеством правил, которым обязан соответствовать его дом, получает посылку с ветряной игрушкой. Клайн, несмотря на протест жены, ставит игрушку на крышу дома назло соседям. Той же ночью в дом к Клайнам приходит монстр и убивает их обоих.
Несколько месяцев спустя Малдер и Скалли под вымышленными именами Роб и Лора Питри прибывают в общину, как покупатели дома Клайнов. Агенты приходят в недоумение, глядя, как соседи милы, дружелюбны и услужливы, но, в то же время, напоминают вновь прибывшим о многочисленных запретах (например, сосед Вин Шрёдер нервно утаскивает портативное баскетбольное кольцо Малдера в гараж, говоря, что эти кольца запрещены сводом правил общины). Въехав (время въезда также строго регламентировано), агенты начинают обыск дома, и Малдер находит на лопасти потолочного вентилятора некую субстанцию, похожую на кровь. На ужине в доме председателя общины Джина Гоголака соседи агентов делятся с хозяином дома своими впечатлениями о новых жильцах. По результатам разговора, Гоголак говорит Шрёдеру, что Майк — «слабое звено», и с ним нужно разобраться. Той же ночью Майк видит, что у него перегорел фонарь во дворе. Пытаясь заменить лампочку, Майк подвергается атаке монстра и пропадает без следа. Следующим вечером Скалли после ужина у Шрёдеров случайно находит в канализации цепочку Майка.
Наутро Скалли отвозит пятно с вентилятора в лабораторию, а Малдер проверяет теорию, что под угрозу попадают нарушители правил общины. Для этого агент втыкает аляпистую фигуру розового фламинго во дворе, а потом портит почтовый ящик. Когда Малдер отвлекается от слежки за этими объектами, кто-то незаметно приводит двор в соответствие с правилами и оставляет в почтовом ящике записку «будьте как все… до темноты». Вечером Малдер вытаскивает баскетбольное кольцо из гаража. Когда нервный Шрёдер пытается убрать кольцо, монстр возникает рядом с женой Шрёдера на крыльце их дома. Малдер спугивает монстра, и все трое видят, что у Шрёдеров перегорел фонарь, как ранее у Майка.
Гоголак объявляет Шрёдеру, что «Питри — настоящая проблема». По результатам лабораторных анализов пятна, Малдер решает раскопать двор в поисках тел Клайнов, замаскировав это под создание отражающего бассейна. Ему удается найти лишь ветряную игрушку, на которой обнаруживается логотип компании Гоголака. Монстр приходит в дом «Питри», когда там находится только Скалли. Ценой своей жизни её спасает израненный Майк, все это время прятавшийся в канализации. Малдер в конфликтном разговоре с Гоголаком говорит, что убийства совершает тульпа, порождённая сознанием помешанного на правилах председателя. Приковав Гоголака наручниками к фонарю, Малдер отправляется на поиски Скалли. В этот момент существо атакует невольно нарушающего правила общины Гоголака и само разрушается после его смерти.

## Производство

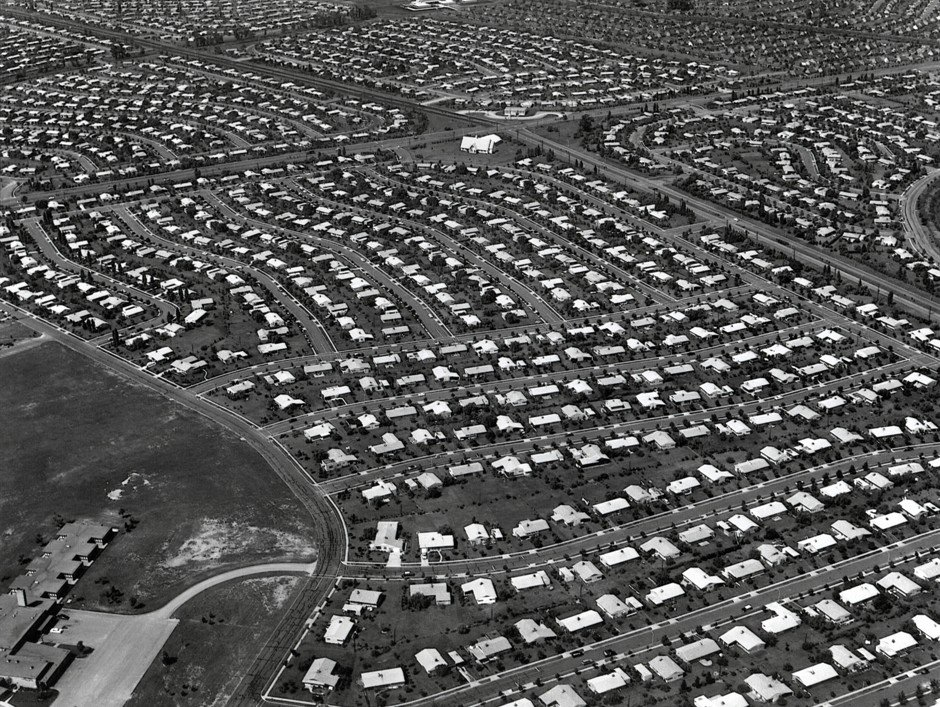
Вдохновением для серии послужил неприятный случай, произошедший со сценаристом в запланированной общине.

Дэниэл Аркин, сценарист шоу с шестого сезона, написал «Аркадию», основываясь на собственном неудачном опыте. В 1991 году Аркин поселился в запланированной общине. Грузчики опоздали, и разгружать вещи во время переезда пришлось вечером. Вскоре Аркин получил штраф от председательства общины на сумму в тысячу долларов за нарушение одного из правил «трехсотстраничного свода», которое регламентировало временные рамки для переезда. Поэтому, получив задание написать сценарий к эпизоду «Секретных материалов», Аркин решил высветить отрицательную сторону подобных организаций.
Изначально главный антагонист задумывался как некий метафорический «бугимен». Крис Картер посоветовал заменить эту неопределенность на настоящее чудовище, и Аркин ввёл в сюжет элементы мифа о Тульпе. Идею «поженить» Малдера и Скалли единогласно поддержали все штатные сценаристы сериала в ходе совещания, посчитав её весьма правдоподобной в качестве легенды для работы главных героев под прикрытием.
Проблема заключалась в том, что несмотря на хорошую концепцию, никто толком не мог представить как может выглядеть этот странный зверь – оживлённая силой мысли куча мусора
На роль Большого Майка был приглашён Абрахам Бенруби, известный ролью Джерри Марковица в сериале «Скорая помощь». Съёмочная группа сериала даже не хотела отпускать Бенруби на съёмки «Секретных материалов» из опасений, что это создаст накладки для их собственной работы. Но у Бенруби появилось окно в несколько дней, и за этот период и были сняты все сцены с его участием в «Аркадии». В один из дней актёру пришлось сидеть в кресле гримёра на протяжении четырёх часов, а следующие почти двенадцать часов ходить с искусственными ранами.
Создание чудовища из мусора далось трудно. В процессе существо получило прозвища «Стероидный Гамби», «Мистер Баттеруорт», «Фекальный Фред» и «Дерьмонстр». Ассистент режиссёра Брюс Картер объяснял, что выбор сводился к одному из двух вариантов: «мускулистое существо, создаваемое силой мысли Джина Гоголака», или более традиционное создание из мусора, покрытое «банановой кожурой и кофейными зёрнами». В итоге, костюм монстра был создан из пенистого полиуретана, к которому были прикреплены куски рваной резины. Эта конструкция была погружена в липкую грязь для создания «мусорного» эффекта. Несмотря на всю работу по созданию чудовища, большинство сцен с его участием были вырезаны из финальной версии эпизода.

## Эфир и отзывы
Премьера эпизода состоялась на канале Fox network on 7 марта 1999 года. Рейтинг Нильсена составил 10,5 балла с долей в 16,0, означающий, что примерно 10,5 процента из всех оборудованных телевизором домозяйств в США и 16 процентов от всех домохозяйств, смотревших телевизор в тот вечер, были настроены на премьеру эпизода. Количество зрителей, смотревших премьеру, оценивается в 17,9 миллиона человек.
От критиков «Аркадия» получила смешанные отзывы. Роб Брикен («Topless Robot») назвал «Аркадию» десятым самым смешным эпизодом «Секретных материалов», выделив два типа юмора в серии. Первый — «явно уморительный» — связан с идеей «поженить» Малдера и Скалли, тогда как второй — пародирует реальную жизнь в запланированных общинах. Тимоти Секстон («Yahoo! News») счёл мусорного монстра одним из лучших монстров недели в истории «Секретных материалов». Писатели Роберт Ширман и Ларс Пирсон в книге «Желая верить: Критический путеводитель по Секретным материалам, Тысячелетию и Одиноким стрелкам» (англ. Wanting to Believe: A Critical Guide to The X-Files, Millennium & The Lone Gunmen) присвоили эпизоду четыре звезды из возможных пяти. По мнению авторов, краеугольным притягивающим моментом серии была идея, что Малдер и Скалли работают под прикрытием женатой пары яппи. Однако кульминационную сцену авторы посчитали слишком «поспешной».
Тодд ван дер Верфф («The A.V. Club») был более сдержан, присвоив серии оценку «B+» (3,5 балла из 4-х возможных), сказав, что эпизод не принадлежит к числу лучших в сериале. По мнению критика, это связано с тем, что эпизод показывает, какими бы были Малдер и Скалли в совместной семейной жизни, тогда как монстра «сложно понять». Ещё более критична в отношении «Аркадии» была Пола Витарис («Cinefantastique»), присудившая эпизоду две звезды из четырёх. Похвалив актёрскую игру Духовны в сценах, где он «бунтует против правил», антагонистов серии Витарис охарактеризовала как «стереотипных себялюбивых мещан». Однако эпизод обрел большую популярность у зрителей, и был включён в теле-марафон 25 ноября 1999 года на канале FX как эпизод с «Самыми лучшими взаимоотношениями между Малдером и Скалли».